# ايدان جينيكر
ايدان جينيكر (بالإنجليزية: Aidan Jenniker)‏ (3 يونيو 1989 بكيب تاون في جنوب أفريقيا - ) هو لاعب كرة قدم جنوب أفريقي في مركز الدفاع. لعب مع أياكس كيب تاون وVasco da Gama F.C. ‏.

## روابط خارجية
- ايدان جينيكر على موقع قاعدة بيانات كرة القدم.إي يو (الإنجليزية)
- ايدان جينيكر على موقع Soccerway.com (الإنجليزية)